# 荒海川 (千葉県)
荒海川（あらうみがわ）は、千葉県成田市を流れる一級河川（昭和43年4月8日政令64号改正）。利根川水系利根川の支流である。流域面積11.02 km2、指定延長は4,580m。 

## 概要
千葉県成田市大字小泉字下谷津94番地に源を発し、西へ流れる。途中には水田などが広がり、千葉県成田市芦田・荒海地先で根木名川へと合流する。野毛平工業団地（内陸工業団地）からの雨水幹線などが流入する。

## 河川改修
工業団地などの雨水排水の重要な役割を果たしている。近年の急速な都市化の進展とともに、治水安全度が低下しつつあることから河川改修が行われている。

## 公示年月日
- 昭和35年4月1日告示152号の２
- 昭和43年4月8日政令64号改正

## 生物
- コイ
- ギンブナ
- ウグイ
- ヨシノボリ
- ドジョウなど